# Лесото на летних Олимпийских играх 2000
Королевство Лесото принимало участие в Летних Олимпийских играх 2000 года в Сиднее (Австралия) в седьмой раз за свою историю, но не завоевало ни одной медали. Сборную страны представляли шесть спортсменов, два легкоатлета, два боксёра, а также впервые в олимпийской истории Лесото на Играх выступили мастера тхэквондо.

## Результаты

### Бокс
Спортсменов — 2
| Спортсмен        | Весовая категория | Первый раунд                 | Второй раунд         | Третий раунд         | Четвертьфинал        | Полуфинал            | Финал                | Финал                |
| Спортсмен        | Весовая категория | Соперник Счёт                | Соперник Счёт        | Соперник Счёт        | Соперник Счёт        | Соперник Счёт        | Соперник Счёт        | Место                |
| ---------------- | ----------------- | ---------------------------- | -------------------- | -------------------- | -------------------- | -------------------- | -------------------- | -------------------- |
| Себусисо Кекетси | до 48 кг          | Ким Ун Чхоль КНДР П 0-5      | Завершил выступления | Завершил выступления | Завершил выступления | Завершил выступления | Завершил выступления | Завершил выступления |
| Мосолеса Тсие    | до 67 кг          | Штефан Кюхлер Германия П 0-5 | Завершил выступления | Завершил выступления | Завершил выступления | Завершил выступления | Завершил выступления | Завершил выступления |

### Лёгкая атлетика
Спортсменов — 2
Мужчины
| Спортсмен     | Дисциплина | Первый раунд | Первый раунд | Четвертьфинал | Четвертьфинал | Полуфинал | Полуфинал | Финал     | Финал |
| Спортсмен     | Дисциплина | Результат    | Место        | Результат     | Место         | Результат | Место     | Результат | Место |
| ------------- | ---------- | ------------ | ------------ | ------------- | ------------- | --------- | --------- | --------- | ----- |
| Табисо Мохали | Марафон    | н/д          | н/д          | н/д           | н/д           | н/д       | н/д       | 2:16:43   | 16    |

Женщины
| Спортсменка | Дисциплина | Первый раунд | Первый раунд | Четвертьфинал         | Четвертьфинал         | Полуфинал             | Полуфинал             | Финал                 | Финал                 |
| Спортсменка | Дисциплина | Результат    | Место        | Результат             | Место                 | Результат             | Место                 | Результат             | Место                 |
| ----------- | ---------- | ------------ | ------------ | --------------------- | --------------------- | --------------------- | --------------------- | --------------------- | --------------------- |
| Линео Шоаи  | 200 м      | 25.57        | 6            | Завершила выступления | Завершила выступления | Завершила выступления | Завершила выступления | Завершила выступления | Завершила выступления |

### Тхэквондо
Спортсменов — 2
| Спортсмен      | Весовая категория | 1/8 финала           | Четвертьфинал         | Полуфинал             | Утешительный 1       | Утешительный 2        | Финал/За бронзу       | Финал/За бронзу       |
| Спортсмен      | Весовая категория | Соперник Счёт        | Соперник Счёт         | Соперник Счёт         | Соперник Счёт        | Соперник Счёт         | Соперник Счёт         | Место                 |
| -------------- | ----------------- | -------------------- | --------------------- | --------------------- | -------------------- | --------------------- | --------------------- | --------------------- |
| Мокете Мокхоси | Мужчины, до 80 кг | де Мео Италия П 3-3+ | Завершил выступления  | Завершил выступления  | Завершил выступления | Завершил выступления  | Завершил выступления  | Завершил выступления  |
| Ликелеи Тамае  | Женщины, до 49 кг | Мелендес Куба П 0-3  | Завершила выступления | Завершила выступления | Перес Мексика П 3-5  | Завершила выступления | Завершила выступления | Завершила выступления |